# كوبافوغور
كوبافوغور مدينة تقع في الجنوب الغربي من آيسلندا.تعد ثاني أكبر مدن آيسلندا من حيث عدد السكان, حيث يبلغ عدد سكان المدينة 30,779 نسمة وفقا لإحصائيات عام 2011.
تعد كوبافوغور واحدة من أنشط مدن آيسلندا في قطاعي التجارة والصناعة.يوجد في مركز المدينة برج (سماراتورغ) الذي يعد أطول أبراج البلاد.

## الجغرافيا
تقع كوبافوغور في الجنوب الغربي من آيسلندا.يحدها من الشمال العاصمة ريكيافيك,ومن الجنوب مدينة غاردابير، وتطل على خلل (فيورد) سيكيريافيوردور من الغرب، أما من الشرق فتطل على بحيرة إيليديفاتن.

## الاقتصاد
يوجد في المدينة أحد أكبر المجمعات التجارية في البلاد (سمارالند),حيث يحتوي على أكثر من 70 محلا تجاريا، العديد من المطاعم والخدمات الأخرى.
كما يوجد في كوبافوغور مكتب شركة طيران (إير أتلنتا آيسلنديك).

## الحياة الثقافية
يوجد في المدينة العديد من المتاحف ذات الأهمية الكبيرة، مثل متحف الفن (غيردرسافن) الذي افتتح عام 1994,وكذلك متحف التاريخ الطبيعي الذي يهتم بشكل أساسي بالجيولوجيا وعلم الحيوان.

## الرياضة
يعد نادي بريدابلك لكرة القدم الفائز بالدوري الآيسلندي الممتاز عام 2010 والوصيف عام 2012 أكبر أندية كوبافوغور.كما فاز نادي اتش كي بدوري آيسلندا لكرة اليد عام 2012.
يوجد في كوبافوغور أكبر حوض سباحة في آيسلندا,كما يوجد فيها ملعب تنس مغطى.

## معرض صور

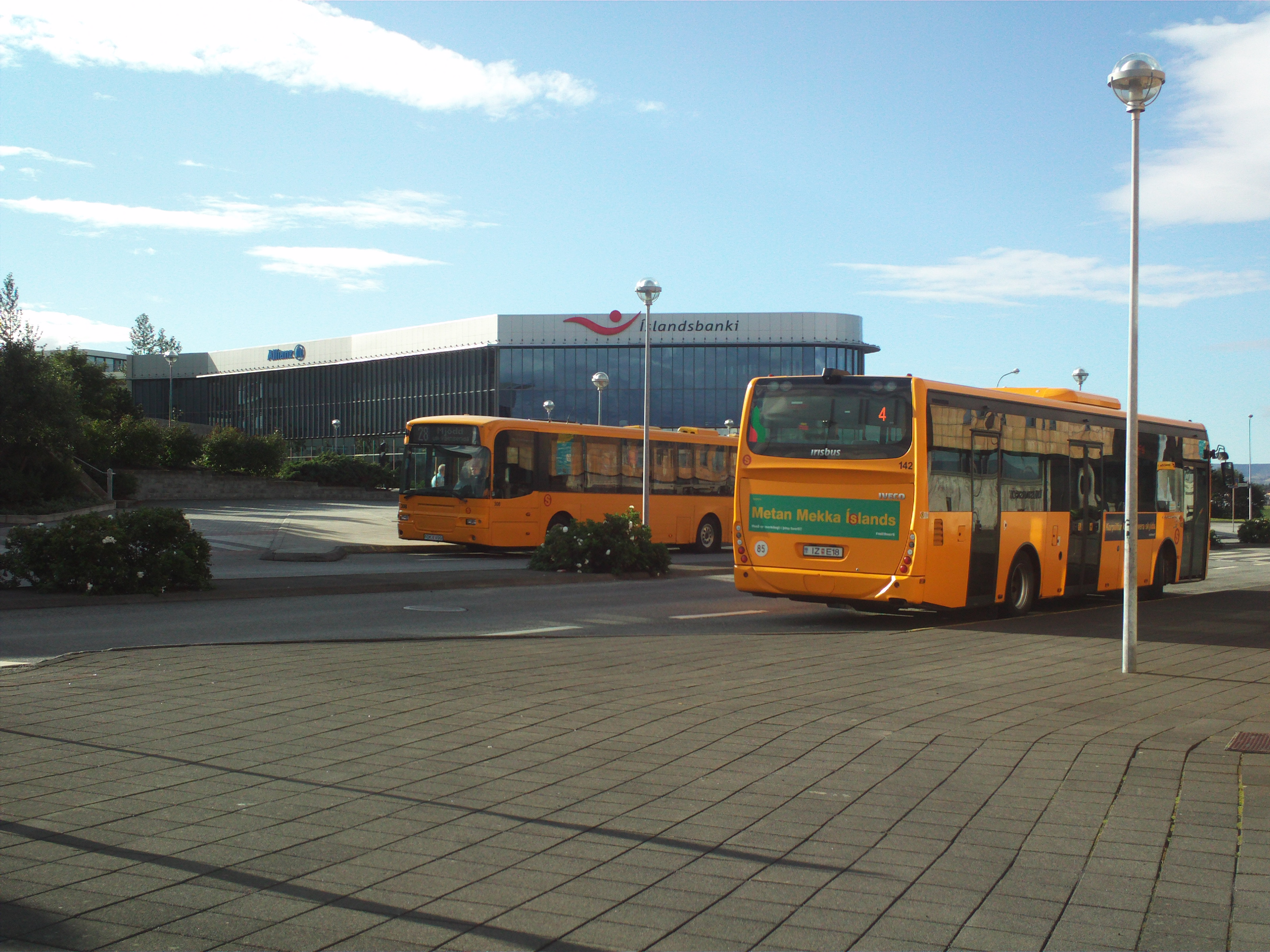
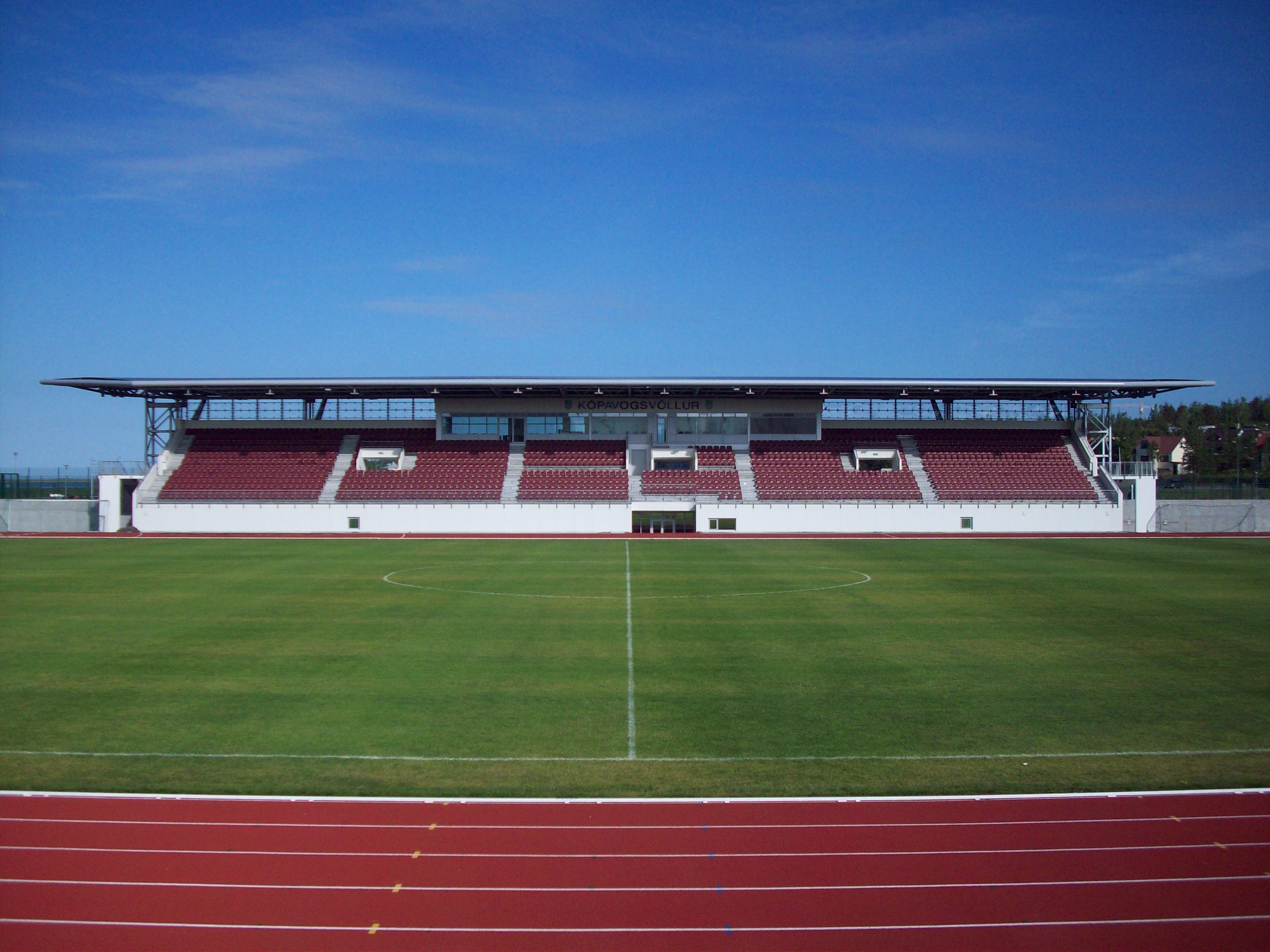
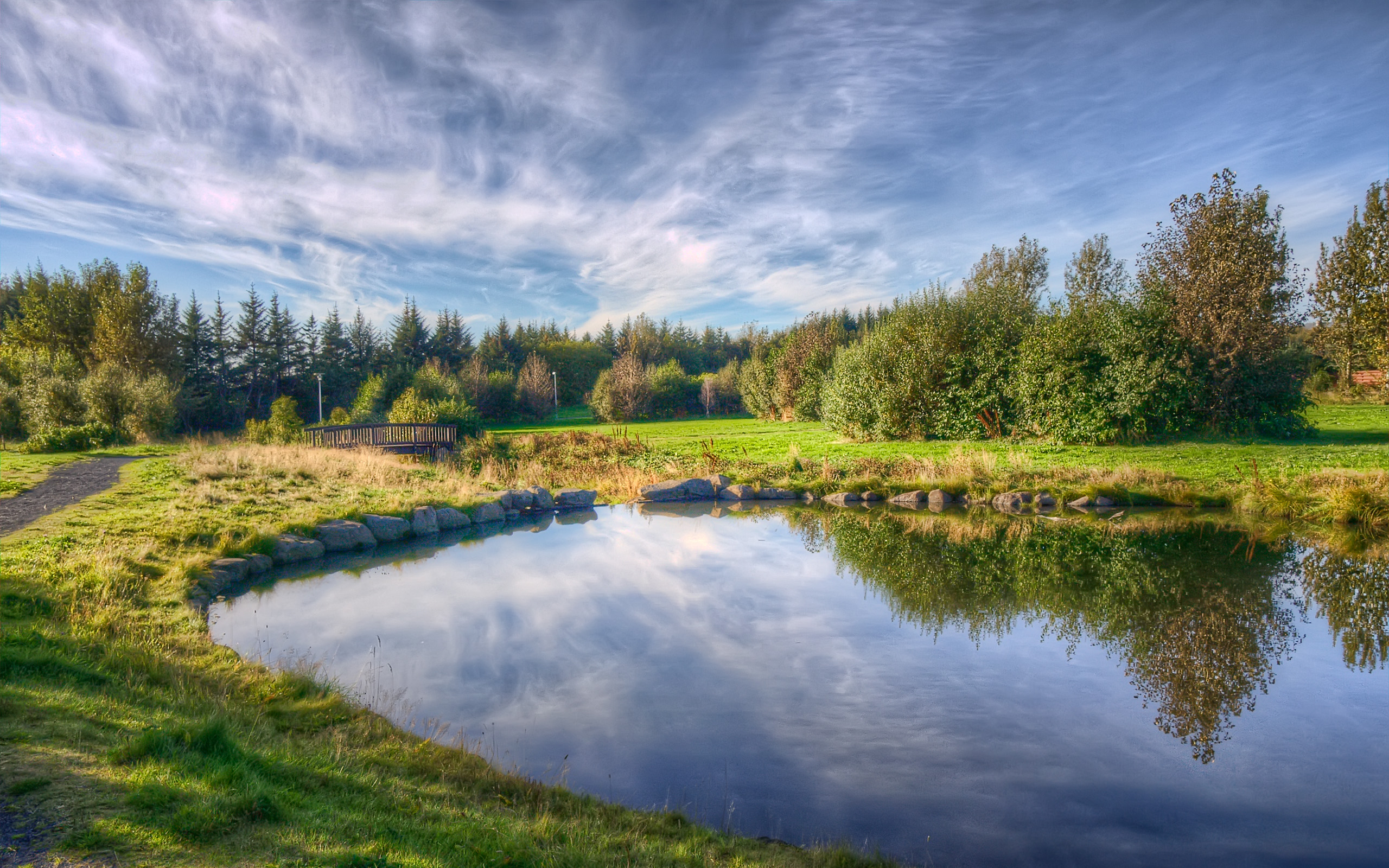
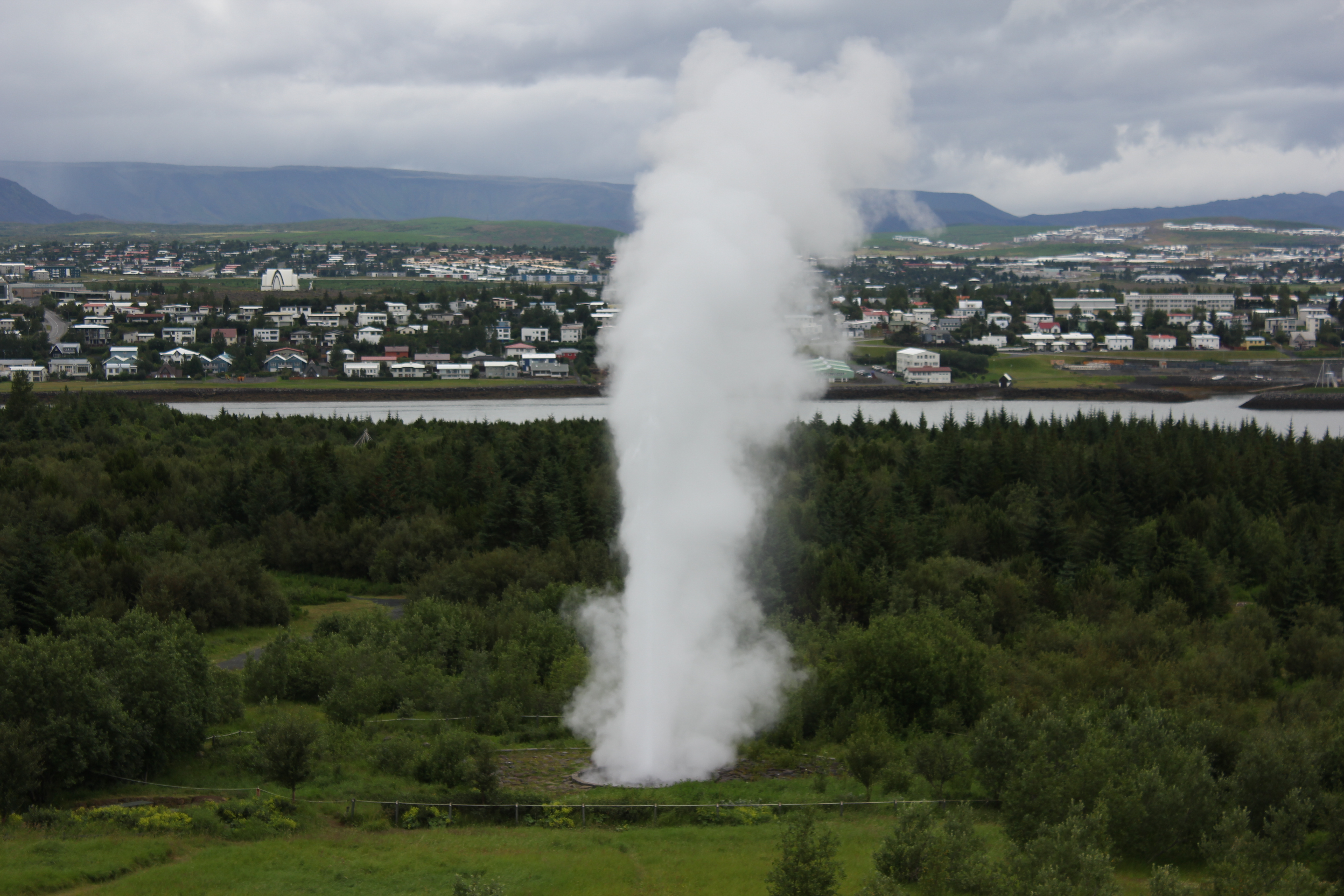

## الديموغرافيا
| السنة      | 2000  | 2001  | 2002  | 2003  | 2004  | 2005  | 2006  | 2007  | 2008  | 2009  | 2010  | 2011  |
| عدد السكان | 22693 | 23647 | 24291 | 25016 | 25352 | 25803 | 26512 | 27525 | 28885 | 29976 | 30357 | 30779 |

## المدن التوأمة
| - تاسيلاك, غرينلاند - كالكسفيك, جزر فارو - ماريهامن, فنلندا - نوركوبنغ, السويد - أودنسه, الدنمارك | - تامبيري, فنلندا - تروندهايم, النرويج - نامبا، أيداهو, الولايات المتحدة - ووهان, الصين - ريفيرتون, مانيتوبا, كندا |

## أعلام
- أيمالينا توريني
- كريستين ياكوبسون
- سفيرير إينغي إينغاسون
- فكتور كارل إينارسون